# Nazaré Paulista (kommun)
Nazaré Paulista är en kommun i Brasilien.   Den ligger i delstaten São Paulo, i den sydöstra delen av landet, 800 km söder om huvudstaden Brasília. Antalet invånare är 16 413.
Följande samhällen finns i Nazaré Paulista:
- Nazaré Paulista

I omgivningarna runt Nazaré Paulista växer huvudsakligen savannskog. Runt Nazaré Paulista är det tätbefolkat, med 591 invånare per kvadratkilometer.